# آملین دوآر
آملین دوآر (به انگلیسی: Ameline Douarre،  زادهٔ ۱۱ دسامبر ۲۰۰۰) یک کشتی‌گیر زن آزادکار اهل کشور فرانسه است. وی سابقه حضور در المپیک ۲۰۲۴ پاریس را دارد.  